# Dennis Edwards
Dennis Edwards Jr. (3 de febrero de 1943-1 de febrero de 2018) fue un cantante estadounidense de soul y R&B, conocido sobre todo por ser el líder de The Temptations, en Motown Records. Edwards se unió a los Temptations en 1968, en sustitución de David Ruffin, y cantó con el grupo de 1968 a 1976, de 1980 a 1984 y de 1987 a 1989. A mediados de la década de 1980, intentó emprender una carrera en solitario, consiguiendo un éxito en 1984 con "Don't Look Any Further" (con Siedah Garrett). Hasta su muerte, Edwards fue el cantante principal de The Temptations Review, un grupo disidente de los Temptations.

## Biografía[1]

### Primeros años y carrera
Edwards nació en Fairfield, Alabama, a unas ocho millas de Birmingham, hijo del reverendo Dennis Edwards Sr. Empezó a cantar de pequeño, con sólo dos años, en la iglesia de su padre. La familia Edwards se trasladó a Detroit, Míchigan, cuando Edwards tenía unos diez años, y seguiría cantando en la iglesia que pastoreaba su padre, llegando a ser director de coro.
De adolescente, Edwards se unió a un grupo vocal de gospel llamado The Mighty Clouds of Joy, y estudió música en el Conservatorio de Música de Detroit. No se le permitía cantar o escuchar música secular en casa, y su madre lo desaprobó cuando empezó a hacer carrera cantando música rhythm and blues. En 1961 organizó su propio grupo de soul/jazz, Dennis Edwards and the Fireballs. En 1961, Edwards grabó un sencillo para el oscuro sello de Detroit, International Soulville Records, "I Didn't Have to (But I Did)" b/w "Johnnie on the Spot". Tras un tiempo de servicio en el ejército estadounidense, en 1966 Edwards hizo una prueba para la Motown Records de Detroit, donde fue contratado, pero se le puso a prueba. Ese mismo año, se le asignó unirse a The Contours después de que su cantante principal, Billy Gordon, cayera enfermo. En 1967, los Contours fueron los teloneros de varios conciertos de The Temptations, y los miembros de los Temptations, Eddie Kendricks y Otis Williams, que estaban considerando sustituir a su propio cantante principal, David Ruffin (que era amigo personal de Edwards), se fijaron en Edwards y lo conocieron.

### 1967-1984: Años de The Temptations[4]
Más tarde, en 1967, Edwards dejó los Contours y volvió a ser contratado. Intentó liberarse de su contrato, ya que Holland-Dozier-Holland le había prometido fichar por su nueva Invictus Records, pero fue reclutado a finales de junio de 1968 para unirse a los Temptations, que acababan de despedir a Ruffin del grupo. Ruffin había avisado a Edwards de que iba a ser reclutado como su sustituto, lo que alivió la conciencia de Edwards al sustituirle.
Los Temptations presentaron oficialmente a Edwards el 9 de julio de 1968 en el escenario de Valley Forge, Pensilvania. Sin embargo, Ruffin, que intentaba volver a formar parte del grupo, se coló en el escenario durante la voz principal de Edwards en "Ain't Too Proud to Beg", lo que provocó un gran aplauso. Siguió haciendo maniobras similares durante un mes hasta que, según Edwards, el grupo decidió despedir a Edwards -con la promesa de un contrato en solitario de Motown- y volver a contratar a Ruffin. Cuando Ruffin no se presentó a su compromiso de vuelta en Gaithersburg, Maryland, la noche siguiente, Edwards se quedó definitivamente y los Temptations se negaron a considerar la posibilidad de volver a contratar a Ruffin. Edwards fue el primer cantante que se unió a los Temptations después de su período "Classic 5". Con su voz más áspera y evangélica, Edwards lideró el grupo en sus períodos psicodélico, funk y disco, cantando en éxitos como "Cloud Nine" (1968), "I Can't Get Next to You" (1969), "Ball of Confusion (That's What the World Is Today)" (1970), "Papa Was a Rollin' Stone" (1972) y "Shakey Ground" (1975), entre otros. Dos de estas canciones, "Cloud Nine" y "Papa Was a Rollin' Stone", ganaron premios Grammy. Durante esta época, Edwards se comprometió con Yvonne "Frankie" Gearing, la cantante principal de Quiet Elegance, que realizó una gira con The Temptations como su grupo de acompañamiento.
Edwards permaneció en The Temptations hasta que fue despedido por Otis Williams en 1977, justo antes de la salida del grupo de Motown a Atlantic Records. Tras un intento fallido de carrera en solitario en la Motown, Edwards volvió a unirse a los Temptations en 1980, cuando volvieron a la Motown. En 1982, Edwards tuvo la oportunidad de cantar con Ruffin y Eddie Kendricks como parte del álbum y la gira Reunion. Edwards empezó a faltar a los conciertos y ensayos, y fue sustituido en 1984 por Ali-Ollie Woodson. En 1989, Edwards fue incluido en el Salón de la Fama del Rock and Roll como miembro de The Temptations. Edwards también fue incluido en el Salón de la Fama del Rhythm & Blues con The Temptations en 2013.
En 1989, Edwards fue incluido en el Salón de la Fama del Rock and Roll como miembro de The Temptations. Edwards también fue incluido en el Salón de la Fama del Rhythm & Blues con The Temptations en 2013.

### 1984-1990: Carrera en solitario
Motown relanzó la carrera en solitario de Edwards, en 1984, con el exitoso sencillo "Don't Look Any Further", un dúo con Siedah Garrett. El álbum homónimo alcanzó el número 2 en las listas de R&B e incluyó los singles radiofónicos "(You're My) Aphrodisiac" y "Just Like You". Cuando surgieron problemas entre Woodson y los Temptations en 1987, Edwards volvió a ser contratado.
Él y el grupo grabaron el álbum titulado Together Again, que incluía el exitoso sencillo "I Wonder Who She's Seeing Now".
Edwards volvió a ser sustituido por Woodson en 1989 tras abandonar el grupo por tercera y última vez.

### 1990-1994: Ruffin, Kendricks and Edwards
Edwards salió de gira y grabó con su compañero ex-Temptation David Ruffin a finales de la década de 1980 como "Ruffin/Kendricks/Edwards, former leads of The Temptations", aunque no se publicó nada. El DVD de Street Gold de 1998 Original Leads of the Temptations documenta este período histórico. Tras la muerte de Ruffin y Kendricks, Edwards se vio obligado a cerrar el proyecto en solitario. En 1990, Dennis se asoció con Kendricks para lanzar un tema dance/club para A&B Records titulado "Get It While It's Hot". El tema se grabó en el estudio de grabación de Fredrick Knight en Birmingham (Alabama), la antigua ciudad natal del dúo, y fue producido y diseñado por el pionero de la música house Alan Steward. El tema creó mucha controversia, ya que contenía una breve secuencia de rap que no sentó muy bien a los fans más acérrimos de los Temptations. En 1998 se publicó Don't Look Any Further: the Remix Album de Edwards, que contenía mezclas de baile actualizadas y el tema original de 1984.

### The Temptations Review featuring Dennis Edwards
Durante la década de 1990, Edwards empezó a hacer giras bajo el nombre de "Dennis Edwards & the Temptations", lo que provocó una batalla legal entre él y Otis Williams. En enero de 1999, se dictaminó que Edwards tenía prohibido legalmente utilizar el nombre de la banda, lo que llevó al grupo de Edwards a llamarse The Temptations Review featuring Dennis Edwards. El grupo de Edwards incluía a Paul Williams Jr. (hijo del miembro original de los Temptations Paul Williams), David Sea, Mike Patillo y Chris Arnold. Edwards fue retratado por Charles Ley en la miniserie de televisión biográfica de 1998 The Temptations, aunque no se centró mucho en él, ya que la miniserie prestó más atención a la formación de los Temptations de la época de Ruffin y Kendricks. El grupo Temptations Review fue incluido en el Salón de la Fama de la Música de Rhythm and Blues el 4 de octubre de 2015 en Detroit, Michigan, cuando Edwards también recibió el premio Living Legend Award. Su grupo sigue actuando hoy en día como Dennis Edwards' Temptations Revue.

### Vida personal y fallecimiento
Edwards mantuvo una relación con la cantante Aretha Franklin, quien declaró que él fue la inspiración de su canción soul de 1972 "Day Dreaming". Edwards estuvo brevemente casado con Ruth Pointer, con quien se casó en Las Vegas en 1977. La pareja tuvo una hija, Issa Pointer, que se convirtió en miembro del grupo vocal de su madre, The Pointer Sisters. Edwards se trasladó a Florissant, Misuri, en la década de 1980 para estar más cerca de su madre.
Edwards falleció en un hospital de Illinois el 1 de febrero de 2018, dos días antes de cumplir 75 años. Había estado luchando contra la meningitis antes de su muerte.